# Francis Vere
Francis Vere, né vers 1560 et mort en 1609, est un officier anglais du règne d'Élisabeth Ire. Il a surtout combattu aux Pays-Bas durant la guerre anglo-espagnole (1585-1604), aux côtés des Provinces-Unies.

## Biographie

### Origines familiales et formation
Fils de Geoffrey Vere (1523-1572) de Crepping Hall, dans le comté d'Essex, il est le neveu de John de Vere (1516-1562), 16ème comte d'Oxford. Sa grand-mère paternelle est Elizabeth Trussell (1496-1527).
Il a trois frères : John (1558-1624), Robert (1562-?) et Horace (1565-1635), et une sœur, Frances (1567-?). Robert et Horace ont ensuite eux aussi combattu dans le corps expéditionnaire anglais aux Pays-Bas.

### Débuts aux Pays-Bas (1585-1588)
En 1585, il s’engage dans l'armée anglaise sous les ordres de Robert Dudley, comte de Leicester, qui à la suite du traité de Sans-Pareil (10 août 1585) entre l'Angleterre et les Provinces-Unies, a été nommé commandant en chef de l'armée des insurgés néerlandais contre Philippe II, roi d'Espagne et souverain des Pays-Bas.
Il s'illustre particulièrement au siège de L'Écluse sous les ordres de Sir Roger Williams et de Sir Thomas Baskerville.
En 1588, il fait partie de la garnison de la place de Bergen-op-Zoom. Une fois le siège levé, il est fait chevalier sur le champ de bataille par Lord Willoughby.

### À la tête du corps expéditionnaire anglais (1588-1598)
L'année suivante, Francis Vere est promu sergent major des troupes anglaises aux Pays-Bas, et peu après, investi du commandement du corps expéditionnaire anglais, Robert Dudley ayant été renvoyé en Angleterre en 1587 ; le commandant en chef de l'armée des Provinces-Unies est alors Maurice de Nassau.
Vere conserve ce poste au cours des quinze campagnes militaires qui suivent, travaillant en étroite collaboration avec Maurice de Nassau.
Sir Francis participe à l'expédition de Cadix en 1596.
Vere acquiert la réputation d'un des meilleurs généraux anglais de son temps, avec des troupes connues pour leur cohésion sous le feu ennemi et leur entraînement à la méthode néerlandaise contre les unités espagnoles : son camp d'entraînement, devenu pour les Anglais le haut-lieu de la pensée militaire de l'époque, forma tous ceux qui, en Angleterre, souhaitaient faire carrière dans les armes ; non seulement son frère cadet Horace Vere, mais aussi des hommes aussi célèbres que Ferdinando Fairfax (2e lord Fairfax of Cameron), Gervase Markham et Myles Standish.
En 1598, il est chargé de renégocier l'alliance anglo-néerlandaise. Son succès lors de ces pourparlers lui vaut le gouvernement de Brielle et le grade de général.

### La campagne de 1600 et ladéfense d'Ostende(1601-1604)
Sa carrière atteint son point culminant lorsqu'en 1600, suivant le conseil du grand-pensionnaire Johan van Oldenbarnevelt, les États généraux des Provinces-Unies décident la reprise des combats aux Pays-Bas espagnols, interrompus depuis la paix de Vervins (2 mai 1598). La première campagne est une attaque le long du littoral visant à détruire le port corsaire de Dunkerque.
À la bataille de Nieuport (2 juillet 1600), une des batailles les plus dures de l'époque, Maurice de Nassau et Vere battent contre toute attente les troupes espagnoles aguerries de l'archiduc Albert en bataille rangée. Mais cette victoire n'a pas de lendemain et l'armée se replie en embarquant à Ostende, seule place détenue par les Provinces-Unies dans le comté de Flandre.
L'archiduc Albert décide alors de reprendre Ostende. Après avoir renforcé les forts entourant la ville, il commence le siège en juillet 1601. Vere est alors nommé commandant de la place, qui est prise par les Espagnols au bout de trois ans de siège, une « victoire à la Pyrrhus » de l'armée espagnole.

### Sous le règne deJacquesIer(1604-1609)
En 1604, le successeur d'Élisabeth, Jacques Ier, signe la paix avec l'Espagne (traité de Londres).
Vere se retire alors sur ses terres, se consacrant à la composition de ses Commentaries of the Divers Pieces of Service, récit des différentes campagnes qu'il a dirigées.
Il meurt en 1609, peu après le début de la trêve de Douze Ans conclue entre l'Espagne et les Provinces-Unies .

## Hommages
Il est inhumé dans l'abbaye de Westminster.
Le poète Cyril Tourneur lui dédie A Funeralt Poeme Upon the Death of the Most Worthie and True Soldier, Sir Francis Vere, Knight.. (1609).